# Polystachya mildbraedii
Polystachya mildbraedii är en orkidéart som beskrevs av Friedrich Fritz Wilhelm Ludwig Kraenzlin. Polystachya mildbraedii ingår i släktet Polystachya och familjen orkidéer.

## Underarter
Arten delas in i följande underarter:
- P. m. angustifolia
- P. m. mildbraedii